# Situationskomik
Situationskomik bezeichnet eine bestimmte Form der Komik, die durch eine zum Lachen reizende Situation entsteht.

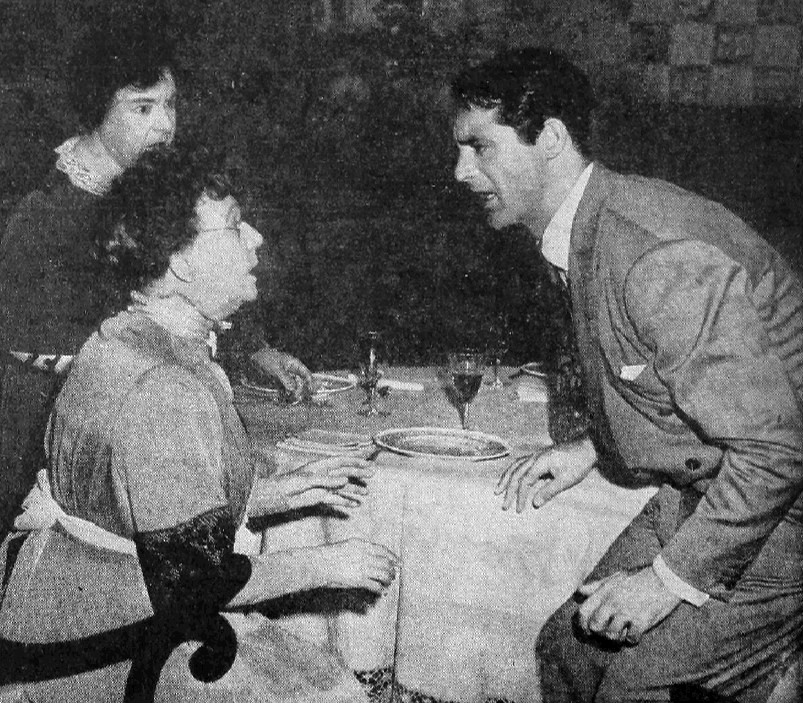
Situationskomik im Film Arsen und Spitzenhäubchen (Originaltitel: Arsenic and Old Lace) von Franc Capra aus dem Jahr 1941.

## Etymologie von Situation und Komik
Der Begriff Situation (von lat.-franz.: „[Sach]lage, Stellung, [Zu]stand“) eignet sich zur Erfassung von Personen- und Objekt-Konstellationen in raumzeitlich-begrenzten Szenarien. Die (filmische) Erzählforschung nutzt ihn u. a., um Ereignisse oder genrespezifische Konstellationen bestimmter Figuren und Objekte – sogenannte Standardsituationen – anhand situativer Veränderungen beschreibbar zu machen. Ferner geht die Erzählforschung davon aus, dass menschliche Erfahrungen über Situationen kognitiv verarbeitet werden.
Komik (von griech. komós) bezeichnete ursprünglich den Festumzug im antiken Dichterwettstreit, dem attischen Agon. Im Deutschen wird das Adjektiv komisch auch Personen oder Dingen zugeschrieben, die zum Lachen anregen oder merkwürdig anmuten. Es handelt sich um etwas Unspezifisches, das auch als Gegensatz zum Tragischen verstanden werden kann. Für Analysezwecke ist es sinnvoll, Komik von verwandten Phänomenen wie Humor und Lachen zu unterscheiden. Komik wird häufig als Inszeniertes verstanden (zum Beispiel eine inszenierte Lage), Humor in Abgrenzung dazu als Charakterzug oder Haltung, über die Komik wahrgenommen wird. Lachen ist die Reaktion bzw. der Affekt, den Komik idealerweise hervorruft.

## Komiktheorie

### Formen der Komik

Henri Bergson führt die Situationskomik in seinem Buch Le Rire (Das Lachen) von 1900 auf den Kontrast zwischen dem Lebendigen und dem Mechanischen zurück.

Situationskomik lässt sich in Abgrenzung zu anderen Komik-Formen definieren: Theodor Lipps trennt sie klar von der Charakterkomik. Die Ursprünge der Komik liegen laut Lipps somit entweder in den Personen oder in schicksalhaften Situation. Christiane Voss grenzt komische Situationen von tragischen und erhabenen ab. Selma Alic betrachtet Situationskomik als Überkategorie zu anderen Komikarten wie Form-, Bewegungs- oder Wortkomik.  Die vielleicht bekannteste Beschreibung zu Situationskomik stammt aus Henri Bergsons Le Rire (1900). Auch hier wird sie in Abgrenzung zur Charakter-, Wort- und Körperkomik definiert. Situationskomik entsteht entweder durch mechanische Wiederholungen (Repetition), vertauschte Rollen (Inversion) oder Verwechslungen (Interferenz der Reihen):
„Eine Situation ist immer dann komisch, wenn sie gleichzeitig zwei völlig unabhängigen Reihen von Ereignissen angehört und so einen doppelten Sinn hat.“ – Henri Bergson: Le Rire, 1900

### Inkongruenz-Theorie
Viele Komiktheorien setzten bei der Beobachtung von Kontrasten an. Beginnend mit Arthur Schopenhauers Überlegungen zur Inkongruenz wurde das Komische immer wieder über das Widersprüchliche, Gegensätzliche, Paradoxe oder Kontrastierende beschrieben. Die Rede ist von instabilen Oppositionsverhältnissen, Konventionsbrüchen oder Vertauschungen, die entweder aufgelöst werden (relief) oder nicht.  In jedem Fall scheint Bipolarität ein entscheidendes Merkmal der Komik darzustellen: Bipolarität zwischen dem Erhabenen und dem Nichtigen (bei Theodor Lipps) oder dem Lebendigen und Mechanischen (bei Henri Bergson). Kontrastpaare können entweder nebeneinander oder nacheinander unerwartet auftreten. Dieses unerwartete Moment (Pointe) scheint ein zweites entscheidendes Merkmal zu sein. Laut der Inkongruenz-Theorie sind komische Situationen also durch unerwartet hervortretende, widersinnige Kontraste gekennzeichnet. Die Schwierigkeit dieser normativen Definition besteht in der immensen Bandbreite an lachen-auslösenden Situationen.  Da Komik häufig gerade Tabu-Brüche und Norm-Abweichungen zu ihrem Gegenstand macht, müsste das Abnormale selbst normiert werden.

### Wahrnehmungstheorie
Siehe auch: Figur-Grund-Wahrnehmung

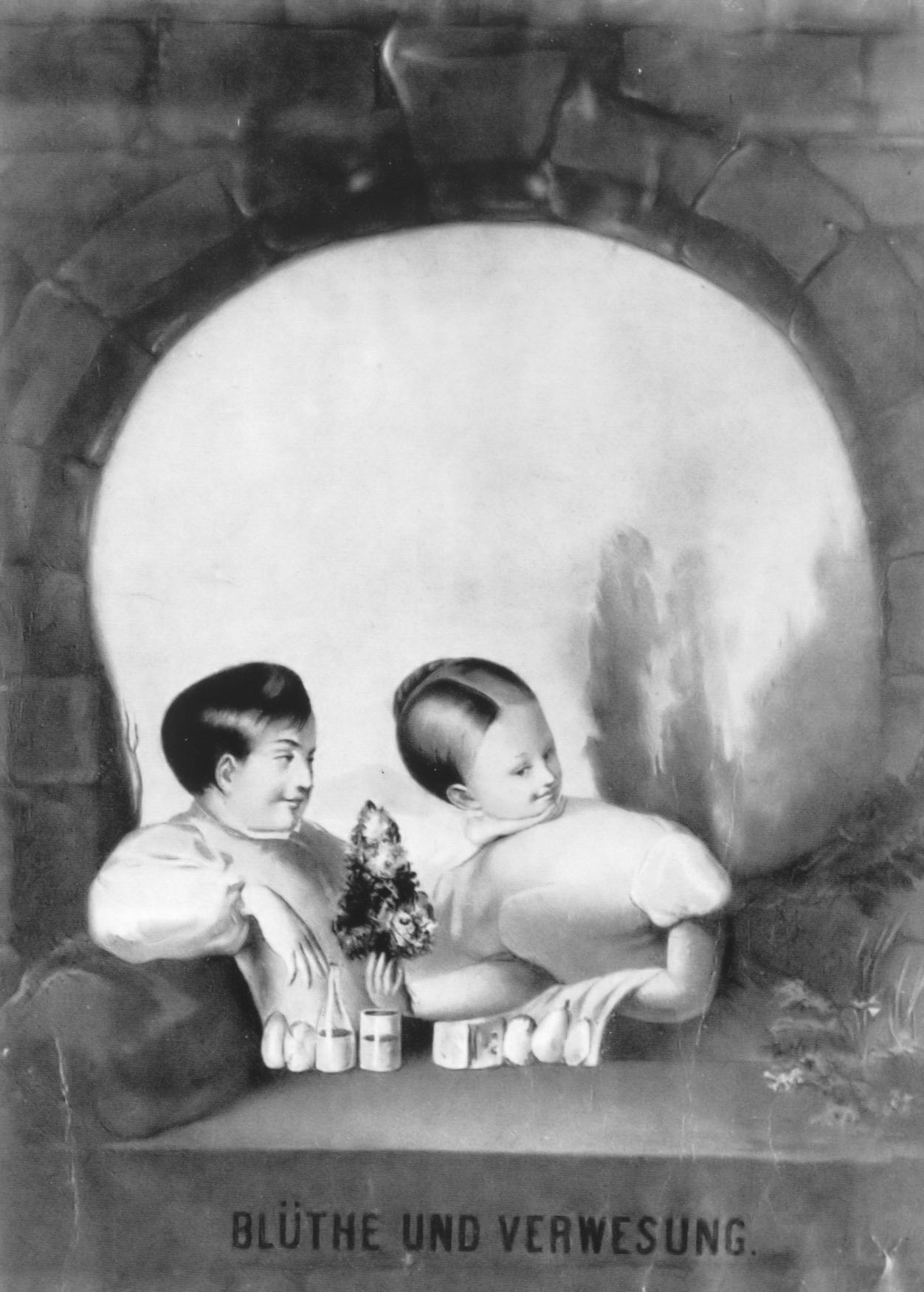
Kippfigur als Sinnbild eines Situationsumschlages, wie es für die Situationskomik charakteristisch ist.

Die unerwartet ver-rückten Verhältnisse komischer Situationen werden gerne mit optischen Paradoxa wie Kippfiguren oder Möbiusbändern verglichen. Situationswahrnehmungen kippen von einem Zustand in den anderen, gegensätzlichen. Die komische Situation besitzt also zwei verkehrte Seiten, die fließend zusammenlaufen wie in einem Möbiusband. In solchen optischen Täuschungen zeigt sich ein Phänomen, das die Wahrnehmungspsychologie über die Begriffspaare ‚Figur und Grund‘ beschreibt:
„Die Figur-Grund-Struktur bezeichnet ursprünglich das Phänomen, dass beim Sehen immer einem Teilinhalt einer Gestalt mehr Aufmerksamkeit geschenkt wird als einem anderen. Derjenige Teilinhalt, der auf einer höheren Bewusstheitsstufe liegt, wird Figur genannt, der entsprechend andere ist der Grund.“ – Susanne Schäfer: Komik in Kultur und Kontext, 1996
Kippt nun das Figur-Grund-Verhältnis, führt dies zu einer Kontextverschiebung. Dieselbe Sache erscheint in einem neuen wahrgenommenen Zusammenhang. Ein zunächst wahrscheinlicher Kontext für ein Störmoment wird plötzlich durch einen Unwahrscheinlichen abgelöst, sodass „eine neue Bedeutungsebene überschreibend eingeführt wird, die eine Reinterpretation des zuvor [Dargestellten] verlangt“.

### Komik als Bisoziation
Siehe auch: Bisoziation

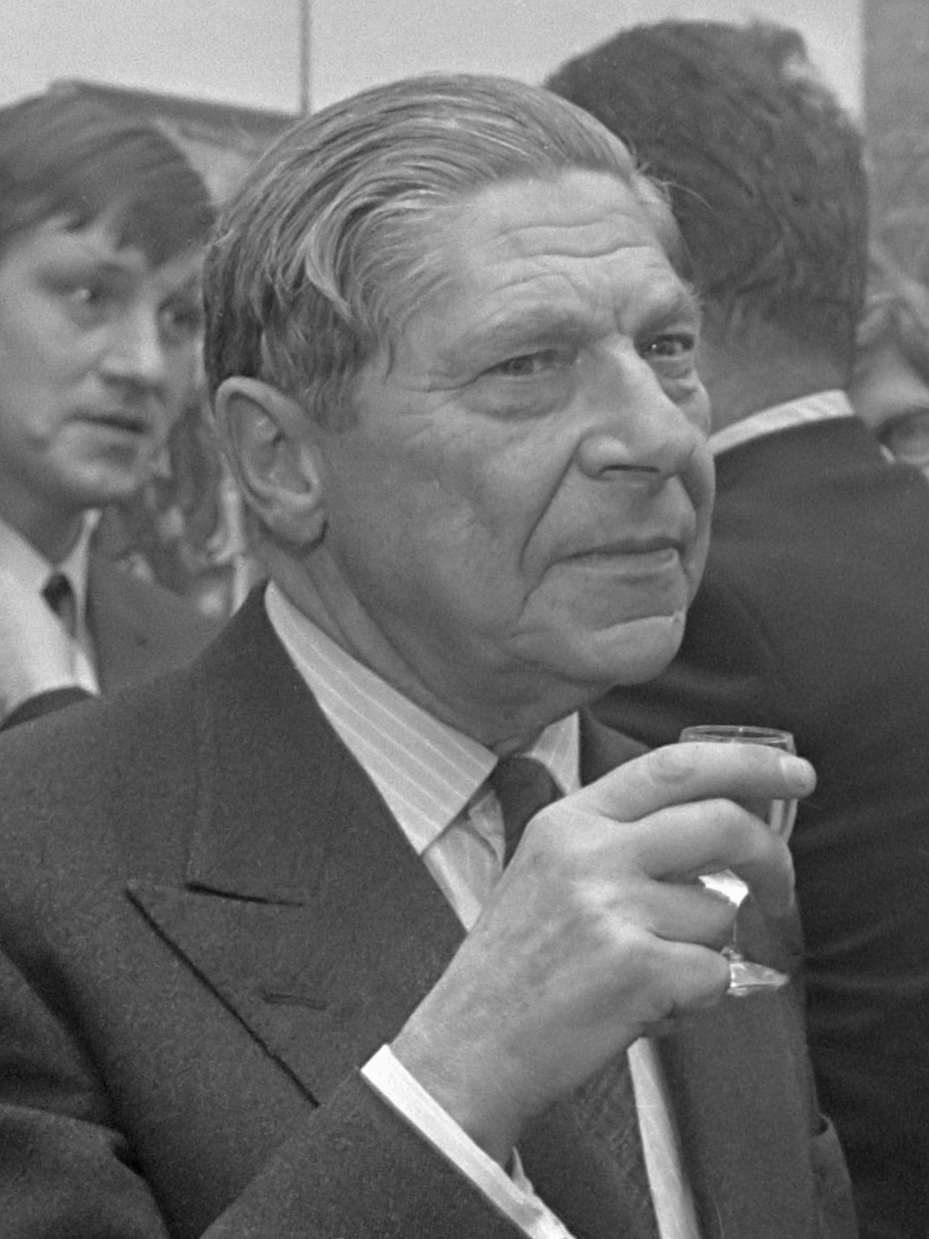
Arthur Koestler stellt in seinem Buch The Act of Creation (1964) die These auf, dass Komik und kreatives Denken eng miteinander in Verbindung stehen. Beide nutzen die gedankliche Neuverknüpfung von Schemata.

Arthur Koestler stellt in seinem Buch The Act of Creation (1964) die These auf, dass Komik und kreatives Denken eng miteinander verknüpft sind. Er prägt den Begriff der Bisoziation:
„It is the clash of the two mutually incompatible codes, or associative contexts, which explodes the tension. […] The pattern underlying […] is the perceiving of a situation or the idea, L, in two self-consistent but habitually incompatible frames of reference, M1 and M2. […] While this unusual situation lasts, L is not merely linked to one associative context, but bisociated with two.“ - Arthur Koestler: The Act of Creation, 1964
In diesem Sinne lebt Komik also von einer Situation L, die in zwei normalerweise inkompatible assoziative Referenzrahmen eingeordnet wird (M1, M2). Pointen ergeben sich durch unerwartete Gedankensprünge von einem Referenzrahmen in den nächsten – ein kreativer Akt, da gedanklich Schemata neu verknüpft werden. Der unerwartete Kontextwechsel ist dabei entscheidend,  wobei die verschiedenen Situationsauslegungen hin und her oszillieren können.

### Komik als Spiel mit Schemata
Siehe auch: Schema (Psychologie)

Statt über Kippfiguren (Wolfgang Iser), Figur-Grund-Strukturen (Susanne Schäfer), Kontextwechsel (Dieter Heinrich / Arianne Mhamood) oder Referenzrahmen (Arthur Koestler) lassen sich komische Situationen auch über den Schema-Begriff erklären:
„The schema concept refers to cognitive structures of organized prior knowledge, abstracted from experience with specific instances; schema guide the processing of new information and the retrieval of stored information.“  - Susan Fiske und Patricia Linville: What does the schema concept buy us?, 1980
Informationen über Ereignisse, Situationen und Objekte werden durch Schemata in ein Netzwerk von Assoziationen eingegliedert. Dies erklärt mitunter, weshalb Situationskomik kulturabhängig ist: Erst wenn beide bisoziierten Schemata in einer Situation erkannt werden, können wir die Komik verstehen. Sind uns die Schemata nicht vertraut (z. B. wenn wir kulturelle Anspielungen nicht kennen), begreifen wir auch den Witz nicht. Außerdem erklärt diese Theorie, weshalb uns Figuren in komischen Situationen oftmals blind erscheinen: Da sie die Welt nur schematisch wahrnehmen, kommt es zu heuristischen Fehleinschätzungen. Situationen werden missverstanden und es kommt zu Trugschlüssen.  Die Situation wirkt lächerlich, da kulturelle Normen missachtet werden (Limitation), oder weil durch die Konfrontation bestehender Normen etwas Neues entsteht (Transgression). Hierin liegt auch die ästhetische Qualität der Situationskomik: Weltbilder werden hinterfragt und als etwas falsifizierbares dargestellt – anfällig für Fehler und stets neu zu überdenken. Damit muten komische Situationen zwar chaotisch an, fördern aber zugleich kreatives Umdenken und bilden eine Grundlage für Innovation.
Die Verbindung aus Inkongruenz-Theorie mit Erkenntnissen aus der Wahrnehmungspsychologie (Gestalt- und Schema-Theorie) ergibt folgende Definition für Situationskomik: Eine Situation L (narrative Figur und Objektbeziehung), die mit zwei kulturell inkompatiblen Schemata (S1 und S2) bisoziiert wird, ist eine komische Situation, wobei S1 und / oder S2 ein Störmoment enthält. Die komische Pointe ergibt sich durch das unerwartete Kippen von einer Situationsauslegung zur anderen. Begreifen wir Situationskomik als ein Spiel mit Schemata, erklärt dies, weshalb Gags kulturspezifisch sind, mit Normbrüchen arbeiten und weshalb es unmöglich ist eine normative Komik-Formel aufzustellen.

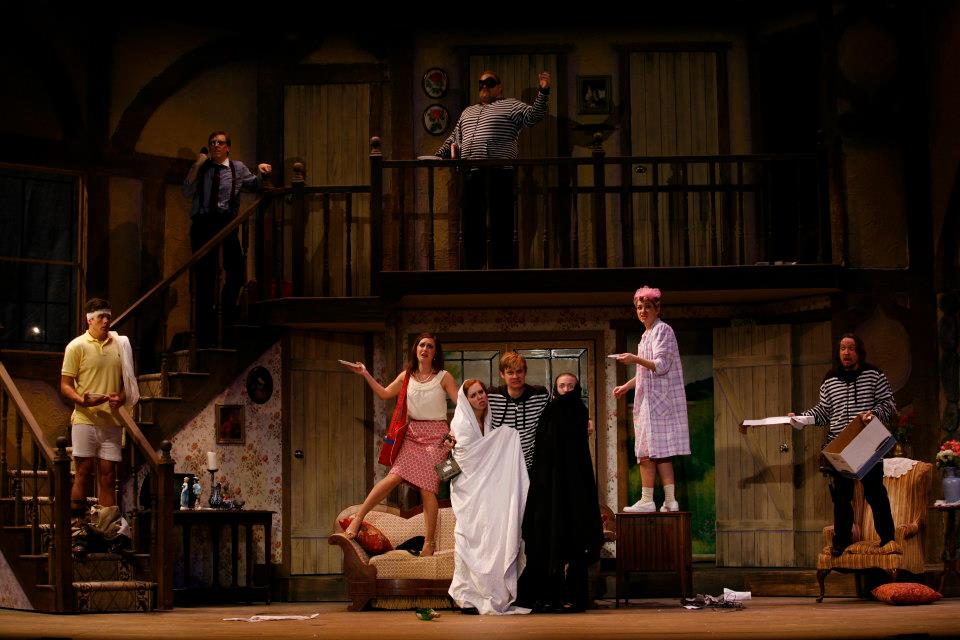
Das Theaterstück Der Nackte Wahnsinn (Originaltitel: Noises Off) von Michael Frayn aus dem Jahr 1982 zeichnet sich durch Running Gags und das Spiel mit stets variierenden intratextuellen Schemata aus.

Schemata in einer komischen Situation können entweder intra- oder intertextuell angelegt sein.
- Intratextuelle Schemata werden über die Narration etabliert. Auf sie wird immer wieder Bezug genommen, sodass hier Situationskomik aus repetitiven Situationen entstehen kann, die „unter immer neuen Umständen immer die gleiche Abfolge von sich symmetrisch entsprechenden Ereignissen“[10] zeigen. Entscheidend bei solchen Running Gags ist nicht allein die Wiederholung, sondern die stetige Neuvariation des bekannten schematischen Ablaufs.
- Intertextuelle Schemata kommen in Parodien zum Einsatz. Es sind Schemata, die nicht über die Narration etabliert werden, sondern die z. B. Genrewissen voraussetzen. Es entsteht ein Spiel mit Genre-Klischees bzw. werden Erzähl- und Strukturmuster umgedeutet.[6]

## Formen der Situationskomik
Sprachwitz, Slapstick, Ironie, Parodie, Running Gag usw. Varianten von Situationskomik lassen sich auf verschiedenste Weise ausdifferenzieren. Schon Henri Bergson unterscheidet Komik in Formen, Haltungen, Bewegungen, Charakteren und Situationen. Für einen systematischen Ansatz ist es erforderlich, geeignete Vergleichsparameter zu finden, anhand derer sich Situationen differenzieren lassen: Komik kann auf verschiedenen Darstellungsebenen untersucht werden wie z. B. auf visueller Ebene (Sight Gags) oder auf sprachlicher Ebene (Wortwitz). Man könnte Situationskomik auch anhand der zeitlichen Ausdehnung (Setup und Pay-Off eines Schemawechsels), über die Kontrastqualität des Umschlages (die Differenz zwischen S1 und S2), die Repetition (Oszillation zwischen S1 und S2) oder über die Situationsauslegungen differenzieren (welche Figuren nehmen S1 und / oder S2 wahr).

### Situationskomik über Informationsdramaturgie
Siehe auch: Fokalisierung
Gérarde Genette stellt drei Verhältnisse zwischen Rezipienten- und Figurenwissen auf: Die Nullfokalisierung bzw. "Übersicht" (Leser/Zuschauer wissen mehr als die Figur; L/Z > F), die Interne Fokalisierung ("Mitsicht"; L/Z = F) und die Externe Fokalisierung ("Außensicht"; L/Z < F). Entscheidend ist, dass Genette unter dem Wissen einer Figur auch deren Situationsauffassung versteht und diese sich dynamisch verändern kann (Alteration).
| Nullfokalisierung                                                          | Interne Fokalisierung                              | Externe Fokalisierung                           |
| -------------------------------------------------------------------------- | -------------------------------------------------- | ----------------------------------------------- |
| "Übersicht"                                                                | "Mitsicht"                                         | "Außensicht"                                    |
| Erzähler > Figur                                                           | Erzähler = Figur                                   | Erzähler < Figur                                |
| Der Erzähler weiß mehr als eine Figur bzw. sagt mehr, als eine Figur weiß. | Der Erzähler sagt nicht mehr, als eine Figur weiß. | Der Erzähler sagt weniger, als eine Figur weiß. |

### Fünf Formen der Situationskomik
Philipp Neuweiler schlägt fünf verschiedene Formen der Situationskomik vor:
| Bezeichnung                      | Fokalisierung | Beschreibung |
| -------------------------------- | ------------- | --- |
| Die Überraschung                 | F1 = Z        | Figur und Zuschauer erkennen nur S1 und werden gleichermaßen von S2 überrascht.                                              |
| Blind ins Unglück                | F1 < Z        | Zuschauer erkennt S1 und S2, die Figur nur S1, sodass sie ‚blind‘ ins Unglück läuft.                                         |
| Die Gewitzte Lösung              | F1 > Z        | Figur erkennt im Gegensatz zum Zuschauer S2 und führt die Situation zu einer kreativen Lösung.                               |
| Das Gegenseitige Missverständnis | F1 < Z F2 < Z | Mehrere Figuren deuten die Situation verschieden: F1 nimmt nur S1 und F2 nur S2 wahr. Zuschauer erkennen S1 und S2.          |
| Das Rollenspiel                  | F1 = Z F2 < Z | Einige Figuren und die Zuschauer erkennen die Doppelbödigkeit einer Situation (S1 und S2), während andere nur S1 wahrnehmen. |

F1 = Erste Figur / Figurengruppe
F2 = Zweite Figur / Figurengruppe
S1 = Erste Situationsauslegung
S2 = Zweite Situationsauslegung
Z = Zuschauer / Rezipienten
Zwei zentrale Fragen dieser Typologie lauten: Welche Auslegungen bzw. Schemata (S1 und S2) gibt es in einer Situation? Und welche davon werden von den Zuschauern bzw. den einzelnen Figuren wahrgenommen?

#### Die Überraschung
Situationskomik im Sinne einer Überraschung stellt sich ein, wenn Zuschauer und Figur gleichermaßen von einem situativen Wahrnehmungswechsel überrascht werden. Eine Figur nimmt die Situation als Störmoment bzw. das Verhalten einer anderen Figur als abnormal wahr und reagiert überrascht.
Beispiel: In Arsen und Spitzenhäubchen erweisen sich die gutherzigen Tanten Martha und Abby Brewster (S1) überraschend als Serienkiller (S2).

#### Blind ins Unglück
Blind ins Unglück laufen Figuren dann, wenn sie eine Situation (im Gegensatz zu den mehrwissenden Zuschauern) falsch einschätzen (F1 < Z). Die Zuschauer besitzen zusätzliches Kontextwissen über die Narration oder über ihr Genrebewusstsein. „Das komische Potential liegt […] zwischen dem, was zu sein scheint (textimmanent auch ist) [S1], und dem, von dem der Leser weiß, dass es wirklich ist [S2].“ So tappen die Figuren bisweilen wortwörtlich im Dunkeln.
Beispiel: In Arsen und Spitzenhäubchen wird zunächst eine Weinflasche mit giftigem Arsen etabliert (S2). Die Figur des Dr. Einstein weiß nichts davon und möchte sich zur Erfrischung einen Schluck daraus genehmigen (S1).

#### Die Gewitzte Lösung
„Witz ist die Fähigkeit, Ähnlichkeiten zwischen Verschiedenem zu finden oder (in engerem Sinne) scheinbar ganz entfernte, unvereinbare […] Dinge in eine neue, unerwartete, überraschende, erst Spannung, dann lustvolle Lösung bringende anschauliche Relation zu bringen.“ – Kuno Fischer: Über die Entstehung und die Entwicklungsformen des Witzes, 1889
Witz (von Althochdeutsch wizzan) bedeutete ursprünglich „Verstand“. Lösen Figuren eine Situation auf gewitzte Art, agieren sie im Sinne eines Tricksters. Sie gelangen zu situativen Neuinterpretationen, die den Zuschauern nicht direkt einleuchten (F1 > Z).
Beispiel: In Arsen und Spitzenhäubchen findet Polizist O'Hara den gefesselten Theaterkritiker Mortimer Brewster. Statt ihn direkt zu befreien (S1), nutzt er die Situation für sich, um Mortimer sein selbstgeschriebenes Theaterstück zu präsentieren (S2).

#### Das Gegenseitige Missverständnis
Die vielleicht markanteste Form der Situationskomik beruht auf gegenseitigem Missverständnis. Zwei oder mehrere Figuren legen Situationen verschieden aus und reden quasi aneinander vorbei, was den Reiz einer Verwechslungskomödie ausmacht. Für Henri Bergson gelingt dies nur durch die Etablierung zweier unabhängiger Reihen, die aufeinanderprallen. Die Zuschauer bekommen also zuvor Einblick in das jeweilige situative Verständnis der Figuren und werden zu doppelten Mitwissern. Das stetige Hin- und Herkippen bzw. „Balancieren zwischen zwei entgegengesetzten Interpretationen“ schafft den besonderen Reiz dieser komischen Situation. Es ist ein instabiler Zustand, denn in jedem Augenblick droht sich die Verwechslung aufzulösen, was wiederum Spannung erzeugt.
Beispiel: In Arsen und Spitzenhäubchen möchte die frischverheiratete Elaine mit ihrem Ehemann Mortimer Brewster in die Flitterwochen aufbrechen (S1). Mortimer wiederum möchte vor Elaine die Leiche in der Fenstertruhe vertuschen (S2) und wirft sie aus seiner Wohnung. Elaine missversteht Mortimers Schutzreaktion als Ignoranz, Mortimer wiederum Elaines Verhalten als aufdringlich.

#### Das Rollenspiel
Im Rollenspiel besitzen eine oder mehrere Figuren anderen Figuren gegenüber ein Mehrwissen über eine Situation (F1 = Z, F2 < Z). Sie können dieses zu ihrem Vorteil nutzen, indem sie den anderen Figuren etwas ‚vorspielen‘. Gleichzeitig entsteht durch das 'Spiel im Spiel' ein selbstreflexives Moment in der Erzählung, was vor allem für das Elisabethanische Theater charakteristisch ist.
Beispiel: In Arsen und Spitzenhäubchen erfahren die beiden Tanten Martha und Abby Brewster, dass der obdachlose Gibbs seinen Lebensabend ohne Angehörige verbringt. Während Gibbs denkt, er wird von den beiden Damen zu einem Drink eingeladen (S1), möchten diese ihn von seiner Einsamkeit erlösen (S2). Den Tanten (und den Zuschauern) sind beide Situationsauslegungen (S1 und S2) bewusst. Abby und Martha spielen Gibbs damit eine Szene vor mit dem Ziel ihn zu vergiften.

## Verhältnis zwischen Situationskomik und Charakterkomik

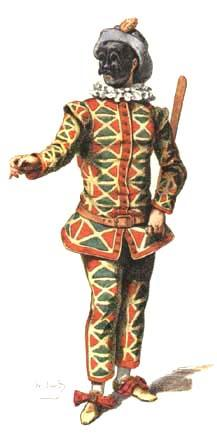
Der Harlekin (itl. Arlecchino) in der Commedia dell’arte als Prototyp einer komischen Figur.

Komische Figuren wirken typenhaft. Für Henri Bergson ist das Typische ein Charakterzug, der sich nicht mehr weiterentwickelt und damit mechanisch wirkt.
„Komisch wirkt jeder Mensch, der automatisch seinen Weg verfolgt, ohne sich um den Kontakt mit den anderen zu bekümmern.“ – Henri Bergson: La Rire, 1900
Somit lassen sich vielleicht zwei komische Grundtypen unterscheiden: Der Blinde / Zerstreute / Trottel, als Opfer des eigenen schematischen Denkens. Und die Figur des Tricksters, die bewusst mit Schemata bricht. Bereits in der attischen Komödie wird zwischen den Figuren alazṓn (über den man lacht) und eirôn (mit dem man lacht) unterschieden.
Erst durch schematisch-eingeschränkte Situationswahrnehmungen (bei der Trottel-Figur) kann es zu gegenseitigem Missverständnis kommen und nur Trickster können Situationen neu interpretieren und damit kreativ für sich nutzen (Die Gewitzte Lösung). So bietet die Charakterkomik zwar eine andere, aber keine widersprüchliche Lesart zur Situationskomik. Beide Komik-Formen können gleichwertig betrachtet werden. Während die Situationskomik den Fokus auf das Kollektiv legt (Figur als situative Konstante), nimmt die Charakterkomik die Figur als Variable in den Blick. Wenn typische Figuren ein bestimmtes schematisches Denken und Handeln repräsentieren, bilden sie somit die Grundlage für die Konfrontation inkompatibler Situationsauslegungen und damit für Situationskomik.